# Franken Maxit
Die Franken-Maxit-Gruppe ist ein Hersteller von Baustoffen mit Sitz in Azendorf, einem Gemeindeteil von Kasendorf im Landkreis Kulmbach. Sie befindet sich jeweils zur Hälfte im Besitz des Azendorfer Kalkwerks Johann Bergmann GmbH & Co. KG und der Saint-Gobain Weber GmbH. Letzterer ist seit 2007 Inhaber der Wort- und Bildmarke maxit.
Die Franken-Maxit-Gruppe besitzt im Jahr 2013 in Deutschland und Tschechien insgesamt acht Standorte mit 650 Mitarbeitern (davon 250 am Stammwerk in Azendorf).
Im Juli 2014 wurde Franken Maxit mit dem Preis „Bayerns Best 50“ der Bayerischen Staatsregierung ausgezeichnet.

## Geschichte
Die Franken Maxit GmbH  wurde 1978 durch das Kalkwerk Mathis aus Merdingen im damaligen Landkreis Freiburg und das bereits seit 1908 bestehende Familienunternehmen Johann Bergmann GmbH & Co. KG. mit Sitz im fränkischen Azendorf gegründet. Mathis hatte bereits seit 1968 Maschinenputze auf Basis von Kalk-Gips und Kalk-Zement unter dem Markennamen Maxit vertrieben. Unter dem Dach der  Franken Maxit Mauermörtel GmbH & Co. wurde ein Trockenmörtelwerk errichtet, das seit 1978 die von Bergmann gewonnenen Rohstoffe veredelt und vermarktet. Der Firmensitz von Franken Maxit befindet sich auf dem Gelände der Kalkwerk Johann Bergmann GmbH & Co. KG in Azendorf.
Nach der Wende übernahm Franken Maxit im Jahr 1990 das VEB Gipswerk in Krölpa samt seiner Belegschaft mit 75 Beschäftigten von der Treuhandanstalt und gründete daraus die maxit Baustoffwerke GmbH. Diese Gesellschaft wurde durch Investitionen in den Standort Krölpa, den Bau neuer Trockenmörtelwerke in Leupahn (1993) und Thörey (1994) sowie durch die Übernahme des Trockenmörtelwerkes Dresden von HeidelbergCement (2000) auf über 250 Mitarbeiter ausgebaut.
Franken Maxit selbst erwarb 1993 das Trockenmörtelwerk Elsendorf bei Schlüsselfeld und erbaute 1996 ein weiteres in Niederwinkling. Im Jahr 2000 wurde eine selbstständige Trockenmörtelgesellschaft in Tschechien gegründet und im folgenden Jahr das Trockenmörtelwerk Plattling übernommen, das sich zuvor ebenfalls im Besitz von HeidelbergCement befunden hatte. 2001 folgte zudem eine Niederlassung in Nürnberg.
Im Jahr 1999 wechselte die Hälfte der Anteile an Franken Maxit zusammen mit der Unternehmensgruppe der Mathis-Erben den Besitzer und wurde an HeidelbergCement verkauft. HeidelbergCement baute in den Folgejahren die Unternehmensgruppe international weiter auf und verschmolz sie mit weiteren Unternehmensteilen zur europaweit tätigen "Maxit Group". Im Sommer 2007 wurde diese Maxit Group zusammen mit den Anteilen an Franken Maxit für 2,125 Milliarden Euro an den französischen Konzern Compagnie de Saint-Gobain verkauft.
Die Anteile der Kommanditgesellschaft Franken Maxit Mauermörtel GmbH & Co. verteilen sich nun auf den Komplementär Franken Maxit GmbH sowie auf die beiden Kommanditisten Johann Bergmann GmbH & Co. und Saint-Gobain Weber GmbH. Daher befindet sich Franken Maxit zur Hälfte noch immer im Besitz des Familienunternehmens Johann Bergmann GmbH & Co. KG und wurde nicht mit der Maxit Group verkauft.
Die Franken Maxit GmbH und Maxit Baustoffwerke GmbH mit ihren Tochtergesellschaften in Deutschland und Tschechien agieren weiterhin unter der Marke „maxit“.

## Sponsoring
Seit 2013 ist Franken Maxit offizieller Sponsor der Fußballvereine SpVgg Greuther Fürth, 1. FC Nürnberg und SpVgg Bayreuth sowie Junior-Partner der Brose Baskets in Bamberg. Seit 2013 findet jährlich im September in Bamberg der "Maxit Cup" (ehem. Domreiter Cup) statt, an dem die führenden europäischen Basketballmannschaften teilnehmen.
Die Maxit Baustoffwerke GmbH ist Sponsor von SV Blau-Weiß 90 Neustadt (Orla) und war zudem offizieller Sponsor bei den WorldSkills 2013 in Leipzig.